# Don Juan (cràter)
Don Juan és un cràter de l'asteroide del tipus Amor (433) Eros, situat amb el sistema de coordenades planetocèntriques a 29.5 ° de latitud nord i 356.7 ° de longitud est. Fa un diàmetre de 1.1 km. El nom va ser fet oficial per la UAI l'any 2003 i fa referència a Don Joan, personatge de la literatura i el teatre europeus, protagonitzat entre d'altres per Molière i Wolfgang Amadeus Mozart.